# مارونی (قبرس)
مارونی (به لاتین: Maroni) یک روستا در قبرس است که در ناحیه لارناکا واقع شده‌است.

## نگارخانه

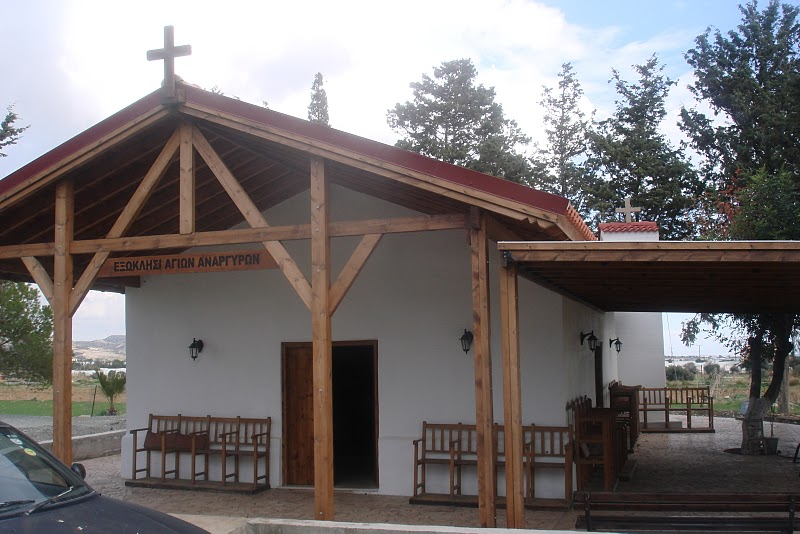
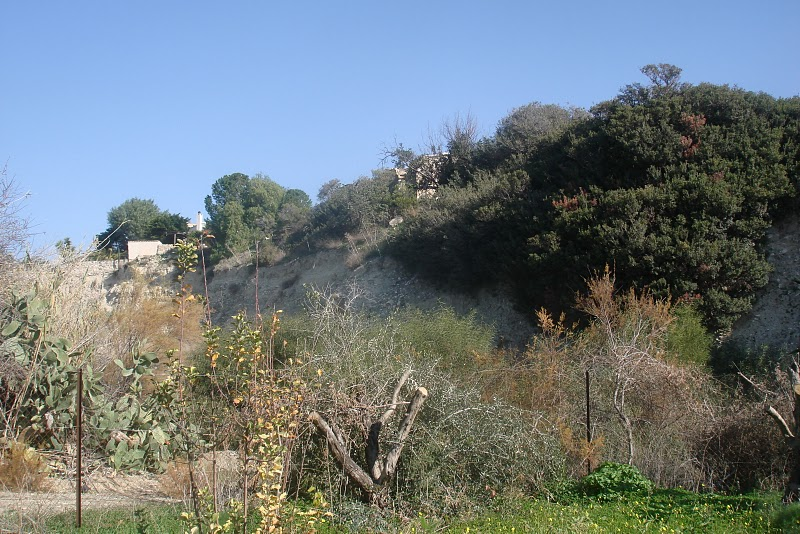
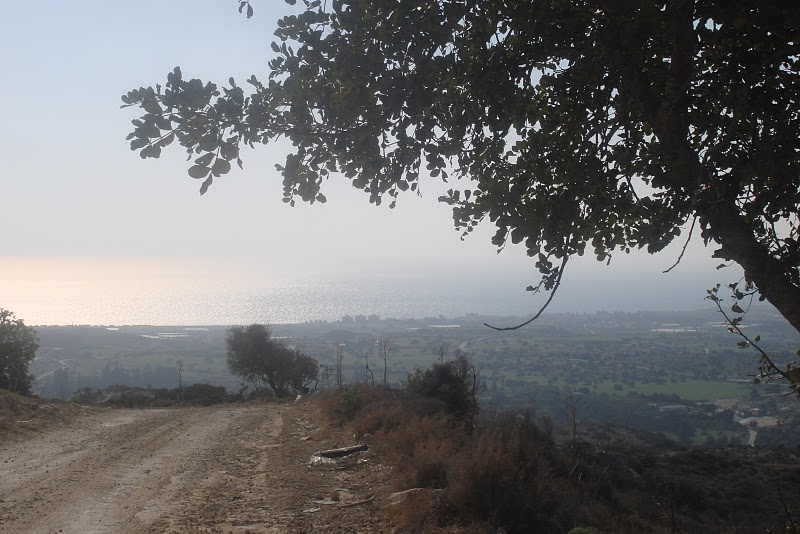

## خصوصیات
مارونی  ۷۱۰ نفر جمعیت دارد.